# Ginan, Gifu
Ginan (japanska: 岐南町?, Ginan-chō) är en landskommun i Gifu prefektur i Japan. Det är en förort till staden Gifu.